# Lee Moon-Jin
Lee Moon-Jin (4 de agosto de 1995) es un deportista surcoreano que compite en judo. Ganó dos medallas en el Campeonato Asiático de Judo, bronce en 2017 y plata en 2021.

## Palmarés internacional
| Campeonato Asiático | Campeonato Asiático | Campeonato Asiático | Campeonato Asiático |
| Año                 | Lugar               | Medalla             | Categoría           |
| ------------------- | ------------------- | ------------------- | ------------------- |
| 2017                | Hong Kong (China)   | Medalla de bronce   | –81 kg              |
| 2021                | Biskek (Kirguistán) | Medalla de plata    | –81 kg              |